# Zeng Chunlei
Zeng Chunlei (曾春蕾; Pechino, 3 novembre 1989) è una pallavolista cinese.
Gioca nel ruolo di schiacciatrice e opposto nello Shanghai.

## Carriera
La carriera di Zeng Chunlei inizia nella stagione 2004-05, quando quindicenne fa il suo esordio nella Volleyball League A cinese con la maglia del Beijing: nelle prima stagioni col club lotta sempre per ottenere la salvezza, retrocedendo in Volleyball League B due volte, per poi riottenere due immediate promozioni in massima serie; nonostante questi risultati poco esaltanti, nel 2009 riceve le prime convocazioni nella nazionale cinese, con tre anni più tardi vince la medaglia d'argento alla Coppa asiatica 2012 e partecipa ai Giochi della XXX Olimpiade di Londra.
Nella stagione 2012-13 si classifica al quarto posto in campionato; con la nazionale vince la medaglia d'argento al World Grand Prix 2013. Dopo aver giocato in prestito al Guangdong Hengda per la sola Coppa del Mondo per club 2013, torna al Beijing nella stagione seguente, risultando al termine del campionato miglior opposto del torneo; con la nazionale vince la medaglia d'argento al campionato mondiale 2014, nel 2015 quella d'oro al campionato asiatico e oceaniano e alla Coppa del Mondo e nel 2017 l'oro alla Grand Champions Cup.
Nel campionato 2017-18 gioca per la prima volta all'estero, ingaggiata in Italia dal Casalmaggiore, in Serie A1. Il 28 novembre 2017 la società casalasca e la giocatrice interrompono il rapporto; ritorna quindi al Beijing per il resto dell'annata e, dopo l'eliminazione del suo club dalla corsa ai play-off, viene ceduta in prestito allo Shanghai; con la nazionale, nel 2018, si aggiudica la medaglia di bronzo alla Volleyball Nations League e al campionato mondiale.

## Palmarès

### Nazionale (competizioni minori)
- Coppa asiatica 2012

### Premi individuali
- 2014 - Volleyball League A cinese: Miglior opposto
- 2015 - Campionato asiatico e oceaniano: Miglior opposto